# Ailuroedus melanotis
Ailuroedus melanotis es una especie de ave paseriforme, perteneciente a la familia Ptilonorhynchidae, del género Ailuroedus.

## Subespecies
- Ailuroedus melanotis arfakianus
- Ailuroedus melanotis astigmaticus
- Ailuroedus melanotis facialis
- Ailuroedus melanotis guttaticollis
- Ailuroedus melanotis jobiensis
- Ailuroedus melanotis maculosus
- Ailuroedus melanotis melanocephalus
- Ailuroedus melanotis melanotis
- Ailuroedus melanotis misoliensis

## Localización
Es una especie que se localiza en Nueva Guinea.